# Atlantea pantoni
Atlantea pantoni är en fjärilsart som beskrevs av William James Kaye 1906. Atlantea pantoni ingår i släktet Atlantea och familjen praktfjärilar. Inga underarter finns listade i Catalogue of Life.